# NGC 5109
NGC 5109 (NGC 5113) é uma galáxia elíptica (S?) localizada na direcção da constelação de Ursa Major. Possui uma declinação de +57° 38' 32" e uma ascensão recta de 13 horas, 20 minutos e 52,7 segundos.
A galáxia NGC 5109 foi descoberta em 1789 por William Herschel.